# Oseja
Oseja (aragonès: Osella) és un municipi d'Aragó, a la província de Saragossa (Espanya), que està enquadrat a la comarca d'Aranda.